# Rosensteintunnel (1915)
Der Rosensteintunnel ist  ein Eisenbahntunnel in Stuttgarter Stadtgebiet. Er verbindet seit 1915, als Teil der Filstalbahn, den Stuttgarter Hauptbahnhof mit der Rosensteinbrücke über den Neckar zum Bahnhof Stuttgart-Bad Cannstatt und ersetzte damit den gleichnamigen Vorgänger. Im Zuge des Projekts Stuttgart 21 soll er verfüllt oder umgenutzt werden.

## Bau

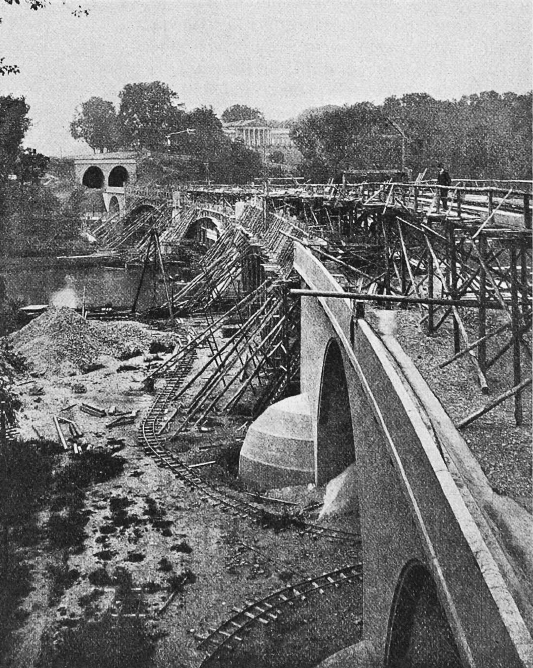
Rosensteinbrücke im Bau, im Hintergrund Portal des zweiten Rosensteintunnels (August 1913)

Bei der Umgestaltung der Stuttgarter Bahnanlagen zu Beginn des 20. Jahrhunderts wurde der Streckenabschnitt zwischen dem Hauptbahnhof und Bad Cannstatt für den Stuttgarter Vorortverkehr viergleisig ausgebaut und neu trassiert sowie das Planum des Cannstatter Bahnhofs angehoben. In Verlängerung der neuen Rosensteinbrücke wurden im Zuge dessen zwei zweigleisige Tunnelröhren etwas südöstlich des bisherigen Standorts geplant.
Der Bau der neuen Brücke und des neuen Tunnels wurde 1911 gemeinsam durch die Generaldirektion der Königlich Württembergischen Staats-Eisenbahnen ausgeschrieben, für 2,5 Millionen Mark (entspricht einem heutigen Gegenwert von etwa 17 Millionen Euro) erhielt die Karlsruher Niederlassung der Dyckerhoff & Widmann AG den Zuschlag.
Beide Röhren wurden zwischen März 1912 und November 1913 in offener Bauweise errichtet. Bei einer Länge von 331 Metern wiesen sie eine Breite von 8,1 Metern auf, was einen Gleisabstand von 3,5 Metern bedingte. Im östlichen Teil hat der Tunnel eine lichte Höhe von 8 Metern, im westlichen Teil wurde diese auf 7 Meter reduziert, da der Tunnel dort bis zur Hälfte seines Profils aus dem Gelände ragt. Um den Rauchabzug sicherzustellen gibt es einen 22 Meter langen Übergangsbereich zwischen beiden Höhenprofilen. Beide Röhren sind durch eine 1,20 Meter starke Wand getrennt, die gleichzeitig als mittlerer Pfeiler der beiden Tunnelgewölbe dient. Im Abstand von 16 Metern sind die Röhren mit Durchgängen verbunden. In Richtung Bad Cannstatt weist der Tunnel ein Gefälle von 5,6 Promille auf.
Insgesamt fielen während der Bauzeit 95.000 m³ Aushub an, von denen 27.000 m³ wieder oberhalb des Tunnels eingebracht wurden. Es wurden 23.400 m³ Beton eingebracht, davon 5.200 m³ Gewölbebeton. Die Baukosten für beide Röhren betrugen 725.000 Mark, inklusive Tunnelportalen, Rauchabzugsschacht, Nebenarbeiten und einer Straßenbrücke vor dem Westportal fielen Kosten in Höhe von 900.000 Mark (entspricht etwa 6 Millionen Euro).
Die erste Röhre ging am 25. November 1915 in Betrieb, durch den Ersten Weltkrieg und Geldmangel wurden die Bauarbeiten an den neuen Bahnanlagen im Jahr 1917 eingestellt. Am 26. Mai 1925 wurde das 3. und 4. Gleis zwischen Bad Cannstatt und dem Hauptbahnhof in Betrieb genommen.

## Betrieb
Auf der vierstufigen Zustandsnoten-Skala von DB Netz war das Bauwerk 2008 in die Kategorie 1 eingestuft („Punktuelle Schäden am Bauwerksteil, welche die Sicherheit nicht beeinflussen“), 2017 in die Kategorie 2 („Größere Schäden am Bauwerksteil, welche die Sicherheit nicht beeinflussen.“).
Der Tunnel der Fernbahn wird täglich, in Summe beider Richtungen, von 88 Zügen des Personenfernverkehrs, 191 Zügen des Regionalverkehrs sowie 7 sonstigen Zügen befahren. Der S-Bahn-Tunnel nimmt täglich 362 S-Bahnen und 88 Regionalzüge auf. Alle S-Bahnen der Linien S1, S2 und S3 nutzen diesen Tunnel.

## Zukunft
Im Rahmen des Projekts Stuttgart 21 werden zwei weitere Eisenbahntunnel gebaut, um den jetzigen, zweiten Rosensteintunnel zu ersetzen. Der Tunnel Bad Cannstatt soll den neuen unterirdischen Hauptbahnhof mit der neuen Neckarbrücke verbinden, während der geplante Rosensteintunnel nur den S-Bahn-Verkehr vom bestehenden S-Bahn-Tunnel am Hauptbahnhof mit dieser verbinden soll.
Nach Fertigstellung des Projekts soll der zweite Rosensteintunnel abgerissen oder umgenutzt werden. Für einer der beiden Röhren wird eine Wiedereröffnung des Musikclubs „Die Röhre“ erwogen, für die andere ein Radweg.
Ein Erhalt des bisherigen Tunnels als Eisenbahntunnel wurde im Zuge der Planfeststellung geprüft aber verworfen, da in diesem Fall die trennende Wirkung der oberirdischen Bahnanlagen im Unteren Schlossgarten erhalten bliebe oder in mineralwasserführende Schichten eingegriffen werden müsste.